# San Diego Film Critics Society Awards 2013
I premi del 18° San Diego Film Critics Society Awards sono stati annunciati l'11 dicembre 2013.

## Premi e nomination

### Miglior attore
Oscar Isaac – A proposito di Davis
- Chiwetel Ejiofor – 12 anni schiavo
- Joaquin Phoenix – Lei
- Matthew McConaughey – Dallas Buyers Club
- Tom Hanks – Captain Phillips - Attacco in mare aperto

### Miglior attrice
Cate Blanchett – Blue Jasmine
- Adèle Exarchopoulos – La vita di Adele
- Brie Larson – Short Term 12
- Emma Thompson – Saving Mr. Banks
- Sandra Bullock – Gravity

### Miglior film di animazione
Si alza il vento (Kaze tachinu) di Hayao Miyazaki
- Cattivissimo me 2 (Despicable Me 2) di Pierre Coffin e Chris Renaud
- Frozen - Il regno di ghiaccio (Frozen) di Chris Buck e Jennifer Lee
- Tutti in scena! (Get a Horse!) di Lauren MacMullan
- I Croods (The Croods) di Kirk De Micco e Chris Sanders

### Miglior fotografia
Emmanuel Lubezki - To the Wonder
- Bruno Delbonnel - A proposito di Davis (Inside Llewyn Davis)
- Emmanuel Lubezki - Gravity
- Roger Deakins - Prisoners
- Simon Duggan - Il grande Gatsby (The Great Gatsby)

### Miglior regista
Alfonso Cuarón – Gravity
- Destin Cretton – Short Term 12
- Joel ed Ethan Coen – A proposito di Davis
- Spike Jonze – Lei
- Steve McQueen – 12 anni schiavo

### Miglior documentario
The Act of Killing
- 20 Feet from Stardom
- Blackfish
- Let the Fire Burn
- Stories We Tell

### Miglior montaggio
Captain Phillips - Attacco in mare aperto – Christopher Rouse
- Hunger Games: La ragazza di fuoco – Alan Edward Bell
- Gravity – Alfonso Cuarón, Mark Sanger
- Lei – Eric Zumbrunnen, Jeff Buchanan
- 12 anni schiavo – Joe Walker

### Miglior cast
American Hustle
- 12 anni schiavo
- Prisoners
- Short Term 12
- C'era una volta un'estate

### Miglior film
Lei
- 12 anni schiavo
- Gravity
- A proposito di Davis
- Short Term 12

### Miglior film in lingua straniera
Drug War (毒战;), regia di Johnnie To • Cina / Hong Kong
- La vita di Adele (La Vie d'Adèle - Chapitres 1 & 2), regia di Abdellatif Kechiche • Francia / Belgio / Spagna
- No - I giorni dell'arcobaleno (No), regia di Pablo Larraín • Cile / USA / Francia / Messico
- Alabama Monroe - Una storia d'amore (The Broken Circle Breakdown), regia di Felix Van Groeningen • Belgio / Paesi Bassi
- Il sospetto (Jagten), regia di Thomas Vinterberg • Danimarca / Svezia

### Migliore scenografia
Il grande Gatsby – Catherine Martin, Karen Murphy
- 12 anni schiavo – Adam Stockhausen
- Gravity – Andy Nicholson
- Lei – K.K. Barrett
- Saving Mr. Banks – Michael Corenblith

### Migliore colonna sonora
Lei – Arcade Fire
- Alabama Monroe - Una storia d'amore – Bjorn Eriksson
- 12 anni schiavo – Hans Zimmer
- Rush – Hans Zimmer
- Gravity – Steven Price

### Migliore sceneggiatura originale
Lei – Spike Jonze
- Prisoners – Aaron Guzikowski
- A proposito di Davis – Joel ed Ethan Coen
- Non dico altro – Nicole Holofcener
- Blue Jasmine – Woody Allen

### Migliore adattamento della sceneggiatura
Before Midnight – Richard Linklater, Julie Delpy, Ethan Hawke
- Captain Phillips - Attacco in mare aperto – Billy Ray
- Short Term 12 – Destin Cretton
- 12 anni schiavo – John Ridley
- The Spectacular Now – Scott Neustadter, Michael H. Weber

### Miglior attore non protagonista
Jared Leto – Dallas Buyers Club
- Daniel Brühl – Rush
- James Gandolfini – Non dico altro (Enough Said)
- Michael Fassbender – 12 anni schiavo (12 Years a Slave)
- Sam Rockwell – C'era una volta un'estate (The Way, Way Back)

### Migliore attrice non protagonista
Shailene Woodley – The Spectacular Now
- Elizabeth Banks – Hunger Games: La ragazza di fuoco (The Hunger Games: Catching Fire)
- Jennifer Lawrence – American Hustle
- Lupita Nyong'o – 12 anni schiavo (12 Years a Slave)
- Sally Hawkins – Blue Jasmine